# Zelotes tendererus
Zelotes tendererus FitzPatrick, 2007 è un ragno appartenente alla famiglia Gnaphosidae.

## Etimologia
Il nome della specie deriva dal termine tendererus che in lingua shona significa arrotolato, in riferimento alla forma dei dotti epiginali.

## Caratteristiche
Questa specie appartiene al capensis group, le cui peculiarità sono: l'embolus del maschio è lungo, piuttosto spesso e si origina retrolateralmente; l'apofisi terminale è breve. La piastra epiginale femminile è allungata e arrotondata ai margini laterali, in modo che il margine posteriore risulta spostato sul davanti.
L'olotipo femminile rinvenuto ha lunghezza totale è di 5,25mm; la lunghezza del cefalotorace è di 2,50mm; e la larghezza è di 1,83mm.

## Distribuzione
La specie è stata reperita nello Zambia meridionale: l'olotipo femminile è stato rinvenuto presso la cittadina di Siakaunde, appartenente alla Provincia Meridionale.

## Tassonomia
Al 2016 non sono note sottospecie e dal 2007 non sono stati esaminati nuovi esemplari.